# Vernonia caudata
Vernonia caudata là một loài thực vật có hoa trong họ Cúc. Loài này được Drake miêu tả khoa học đầu tiên năm 1899.